# Chiesa di San Pietro in Vincoli (Massimbona)
La chiesa di San Pietro in Vincoli è un edificio religioso di Massimbona, frazione di Goito, in provincia e diocesi di Mantova.

## Storia e descrizione
La chiesa, dedicata a San Pietro in Vincoli, non ha una precisa data di fondazione, ma si suppone che sia stata fondata dai monaci benedettini nel corso dei secoli XI-XII: l'edificio rientra infatti nella tipologia delle chiese campestri (a navata unica, con facciata a capanna, di piccole dimensioni), che si diffusero molto nel territorio dell'Alto Mantovano proprio in questo periodo.
L'edificio ha dimensioni modeste (m.14x8), è costruito in mattoni e cotto e coperto da intonaco all'esterno e, sul lato destro, presenta un piccolo campanile, nel quale è presente una campana ad oggi ancora funzionante. Esternamente si presenta con una facciata lineare a capanna in cui si apre la porta d'ingresso che termina con un frontone triangolare e con al centro una finestra; nelle pareti laterali emergono stralci di affreschi ad oggi però in cattivo stato di conservazione.
L'interno è ad aula, ovvero è presente un'unica navata, in fondo alla quale si trova il presbiterio in cui, al di là della balaustra, è sistemato l'altare. Sulle pareti interne si possono scorgere affreschi appartenenti ad epoche diverse mentre sulla parete frontale, ai lati dell'altare, sono presenti due dipinti ad olio su tela, di autore ignoto: in quello di destra è raffigurata "La morte di Giuseppe", mentre in quello di sinistra si può ammirare "La madonna, Gesù e i re Magi". La pala d'altare originariamente raffigurava "San Pietro con le catene ai piedi", ma dopo il restauro del dipinto ad olio è uscita l'opera originale, che è quella presente attualmente, raffigurante "San Giuseppe avvertito dall'angelo", opera che è conservata oggi presso la canonica di Goito.
Nel corso del Cinquecento si attesta la proprietà della chiesa da parte dei marchesi Cavriani. Nella chiesetta non fu presente però una vivace attività ecclesiastica, infatti l'edificio nel corso dei secoli fu un po' abbandonato a sé stesso. Solo a partire dal Settecento essa subì un radicale processo di restauro ad opera dei signori Cavriani: venne infatti inserito un nuovo altare e modificata la porta d'ingresso. Nel corso dell'Ottocento, la chiesa diventa un importante punto di riferimento per i fedeli della zona. Gli ultimi rifacimenti risalgono al 1958, in seguito ai quali l'edificio conserva l'aspetto attuale.